# Dacia
Dacia (МФА: [ˈdat͡ʃi.a] ( прослухати); укр. Дачія) — румунський автомобільний виробник, розташований в передмісті Пітешті, з 1998 року входить до Groupe Renault як дочірнє підприємство. 
Dacia (Дакія) — історична область на території Румунії за часів Римської імперії, де мешкали даки.

## Історія

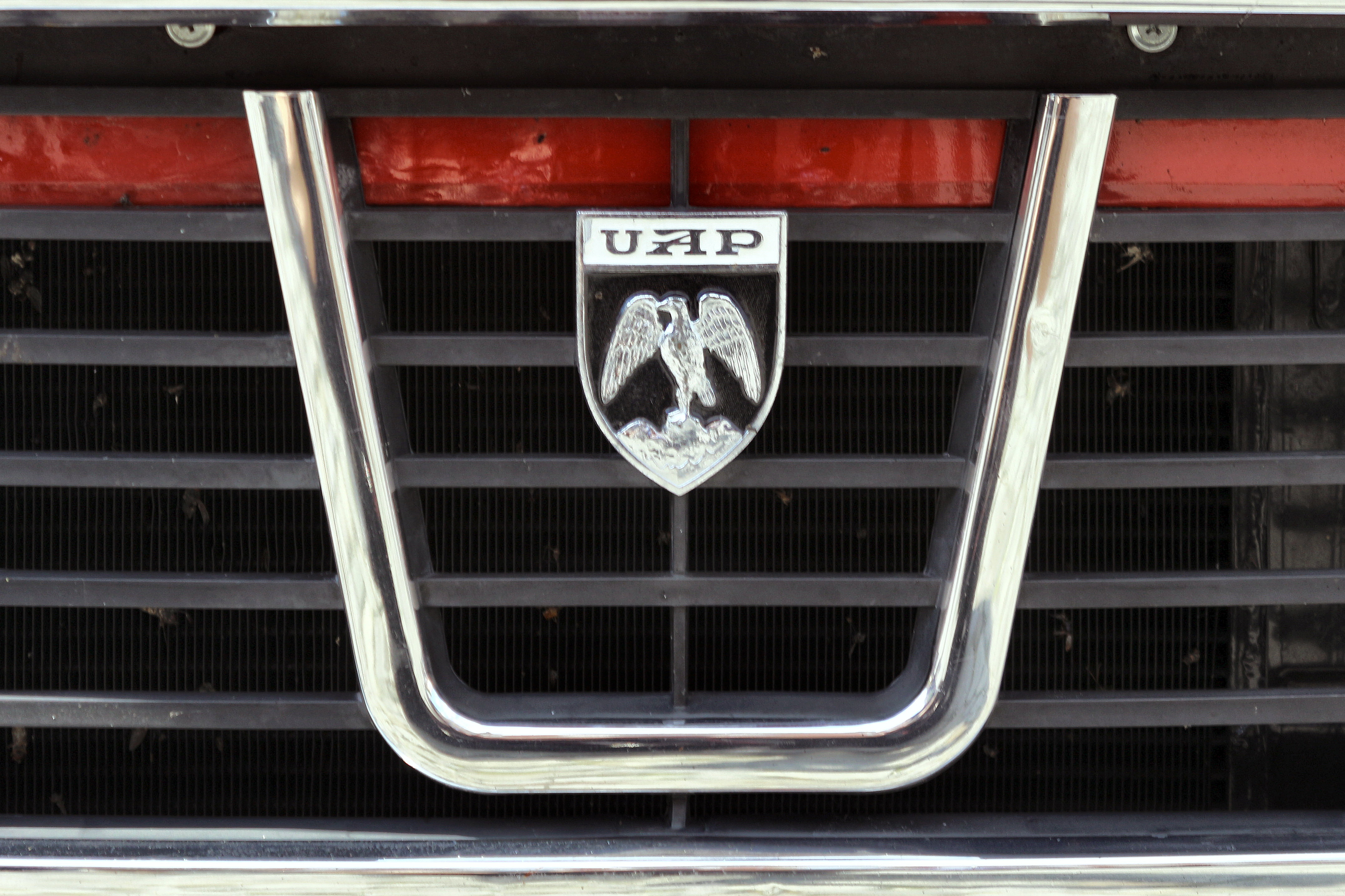
ранній логотип з акронімом заводу UAP та гербом повіту Арджеш

Автомобільна компанія Dacia була заснована в 1966 році під назвою Uzină de Autoturisme Pitești (UAP). Головний завод Dacia був відкритий в 1968 році в Колібаші (зараз Міовень), 12 км на північний схід від Пітешть.

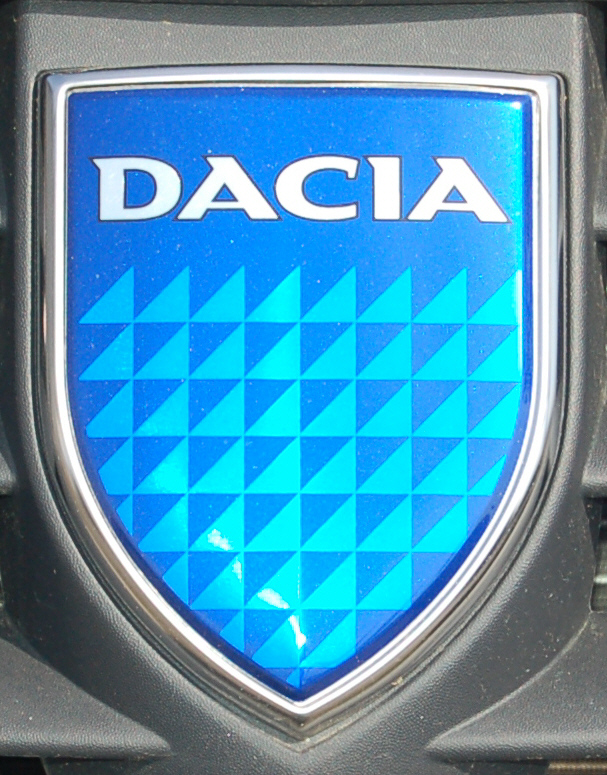
cтарий логотип Dacia (2003—2008 р.)

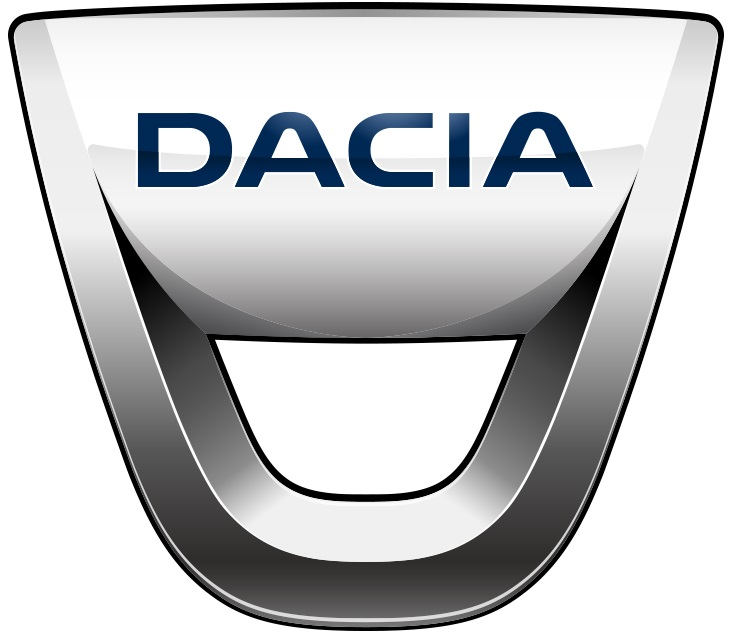
колишній логотип (2008—2021 р.)

сучасний логотип
(з 2021 р.)

За умовами початкового контракту з компанією Renault, була придбана ліцензія на перспективну передньопривідну модель Renault 12, серійне виробництво якої ще тільки мало розпочатися у Франції з 1969 року. Тому, тимчасово, для освоєння румунськими робітниками конвеєрного способу складання, в 1968 році почато виробництво ліцензійної задньомоторної моделі Renault 8 and 10 під маркою Dacia 1100. Її дрібносерійне виробництво тривало до 1971 року з невеликою модернізацією в 1970 році.
1969 року, паралельно з французькою моделлю Renault 12 (європейський «Автомобіль 1969/70 року»), був представлений новий передньопривідний седан Dacia 1300. У 1972 році на базі даної моделі освоєно виробництво універсала 1300 Break, а в наступному році — півтонного пікапа моделі 1302. З 1977 року виробництво Dacia 1300 повністю локалізоване. У 1979 році представлена рестайлінгова модель Dacia 1310 з новою світлотехнікою (чотири круглих фари), а також прототип купе 1310 Sport, в тому ж році дебютував і компактний позашляховик ARO 10 на агрегатах Dacia 1300, який продавався на деяких експортних ринках як Dacia Duster.
Наприкінці 70-х — на початку 80-х Dacia дрібносерійно складала з CKD-комплектів фургон D6 (Renault Estafette), а також седан Renault 18 і хетчбек Renault 20. Ці легкові моделі призначалися для партійної номенклатури.
У 1981—1982 роках з'явилося сімейство комерційних однотонних пікапів 1304—1309. Наступного року — дрібносерійне купе Sport 1410. На початку 80-х показано перспективну модель мікроавтомобіля Dacia 500 з двоциліндровим двигуном, який являв собою половинку від мотора стандартної Dacia. У серію ця модель так і не пішла через економічну кризу, яка вибухнула в чаушесківській Румунії. У 1985 році під індексом Dacia 1410 освоєно потужніший варіант базової моделі, що пройшла в 1983 році черговий рестайлінг. У 1985 році з'явився 5-дверний хетчбек 1320, після рестайлінгу в 1990 році одержав найменування 1325 Liberta і випускався до 1996 року.
У 1989 році рестайлінгу піддані всі моделі Dacia (серія CN1). У 1992 році сімейство доповнив більш економічний варіант Dacia 1210, виробництво якого тривало недовго. У 1993 році сімейство 1310 пройшло черговий рестайлінг (серія CN2), ще один — у 1995-м (CN3) і останній — у 1998-му (CN4). Виробництво легкових версій на платформі R12 припинене в 2004 році, наступного року згорнуто випуск комерційних пікапів.
У 1994 році Dacia освоїла випуск хетчбека Nova на ліцензійній платформі Peugeot 309. У 2000 році модель пройшла рестайлінг і стала позначатися як SuperNova. У 2003 році за допомогою Renault вона піддалася глибокій модернізації і отримала назву Solenza. У 2005 році випуск перехідної моделі Solenza припинено.
До 2005 року Dacia випустила приблизно 2,5 млн автомобілів. З 2004 року Dacia освоїла випуск седана Logan на всесвітній платформі Renault X90. У 2006 році на тій же платформі (M90) випущено універсал Logan MCV, який у 2007 році доповнений комерційним фургоном Logan VAN, а в 2008-му — пікапом Logan Pickup, у тому ж році представлений компактний хетчбек Sandero. У 2010 році представлений кросовер Duster. Після переходу на сучасний модельний ряд випуск автомобілів Dacia багаторазово зріс.
У січні 2021 року Dacia оголосила про ребрендинг та показала новий логотип.

## Продажі
| Модель           | 1968–1972 | 1969–2004 | 1986–1992 | 2004   | 2005    | 2006    | 2007    | 2008    | 2009    | 2010    | 2011    | 2012    | 2013    | 2014    | 2015    | 2016    | 2017    | 2018    | 2019    | 2020    | 2021    | 2022    | Total      |
| ---------------- | --------- | --------- | --------- | ------ | ------- | ------- | ------- | ------- | ------- | ------- | ------- | ------- | ------- | ------- | ------- | ------- | ------- | ------- | ------- | ------- | ------- | ------- | ---------- |
| Dacia 1100/1100S | 37,546    | −         | −         | −      | −       | −       | −       | −       | −       | −       | −       | −       | −       | −       | −       | −       | −       | −       | −       | –       | –       | −       | 37,546     |
| Dacia 1300/1310  | −         | 1,959,730 | −         | −      | −       | −       | −       | −       | −       | −       | −       | −       | −       | −       | −       | −       | −       | −       | −       | –       | –       | −       | 1,959,730  |
| Dacia Lăstun     | −         | −         | 6,532     | −      | −       | −       | −       | −       | −       | −       | −       | −       | −       | −       | −       | −       | −       | −       | −       | –       | –       | −       | 6,532      |
| Dacia Solenza    | −         | −         | −         | 31,431 | 8,354   | −       | −       | −       | −       | −       | −       | −       | −       | −       | −       | −       | −       | −       | −       | –       | –       | −       | 39,785     |
| Dacia Pick-Up    | −         | 279,184   | −         | −      | 21,165  | 11,733  | −       | −       | −       | −       | −       | −       | −       | −       | −       | −       | −       | −       | −       | –       | –       | −       | 312,082    |
| Dacia Spring     | –         | –         | –         | –      | –       | –       | –       | –       | –       | –       | –       | –       | –       | –       | –       | –       | –       | –       | –       | 1,722   | 27,876  | 48,887  | 78,485     |
| Dacia Logan      | −         | −         | −         | 22,868 | 134,887 | 184,975 | 230,343 | 218,666 | 158,251 | 126,841 | 95,365  | 102,196 | 69,355  | 98,601  | 101,628 | 80,506  | 75,319  | 79,229  | 75,532  | 52,782  | 27,136  | 27,398  | 1,961,878  |
| Dacia Sandero    | −         | −         | −         | −      | −       | −       | −       | 38,928  | 151,206 | 154,406 | 86,578  | 94,180  | 150,672 | 169,055 | 185,846 | 216,543 | 270,191 | 278,925 | 274,375 | 189,354 | 226,825 | 229,495 | 2,716,579  |
| Dacia Duster     | −         | −         | −         | −      | −       | −       | −       | −       | −       | 66,939  | 161,203 | 131,205 | 115,405 | 160,467 | 165,275 | 179,215 | 184,112 | 215,977 | 260,119 | 178,091 | 186,001 | 197,058 | 2,201,067  |
| Dacia Jogger     | –         | –         | –         | –      | –       | –       | –       | –       | –       | –       | –       | –       | –       | –       | –       | –       | –       | –       | –       | –       | 26      | 56,812  | 56,838     |
| Dacia Lodgy      | −         | −         | −         | −      | −       | −       | −       | −       | −       | −       | −       | 29,129  | 42,977  | 27,059  | 33,000  | 35,715  | 39,668  | 36,011  | 36,073  | 28,072  | 24,526  | 13,189  | 345,419    |
| Dacia Dokker     | −         | −         | −         | −      | −       | −       | −       | −       | −       | −       | −       | 2,924   | 51,063  | 56,180  | 65,114  | 72,160  | 85,938  | 90,432  | 90,387  | 70,892  | 44,684  | 974     | 630.748    |
| Всього           | 37,546    | 2,238,914 | 6,532     | 94,720 | 164,406 | 196,708 | 230,473 | 257,594 | 309,457 | 348,269 | 343,230 | 359,822 | 429,534 | 511,419 | 550,912 | 584,139 | 655,228 | 700,568 | 736,486 | 522,635 | 537,074 | 573,813 | 10,346,675 |

## Модельний ряд
Наразі під брендом випускають: 

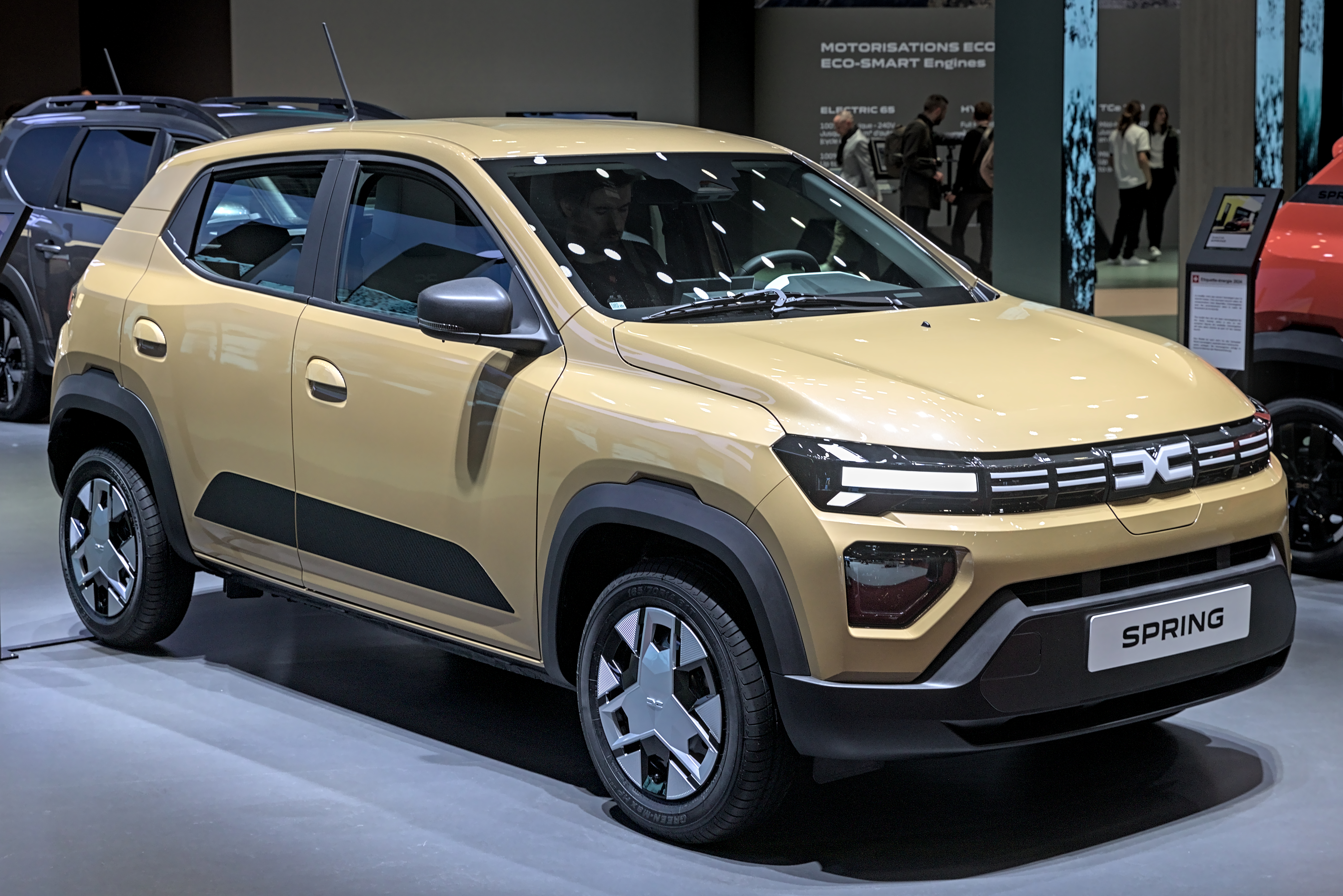
Dacia Spring
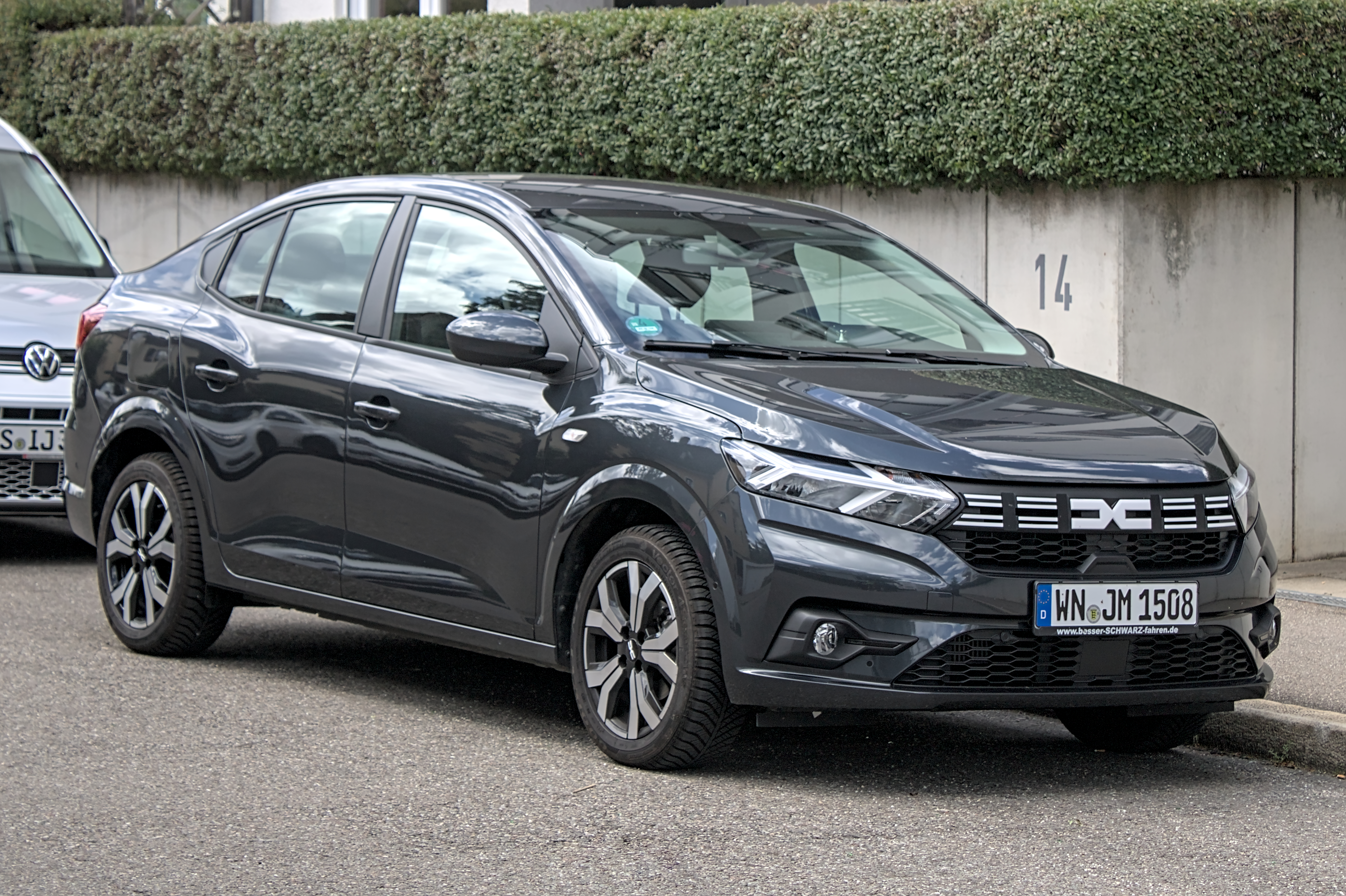
Dacia Logan
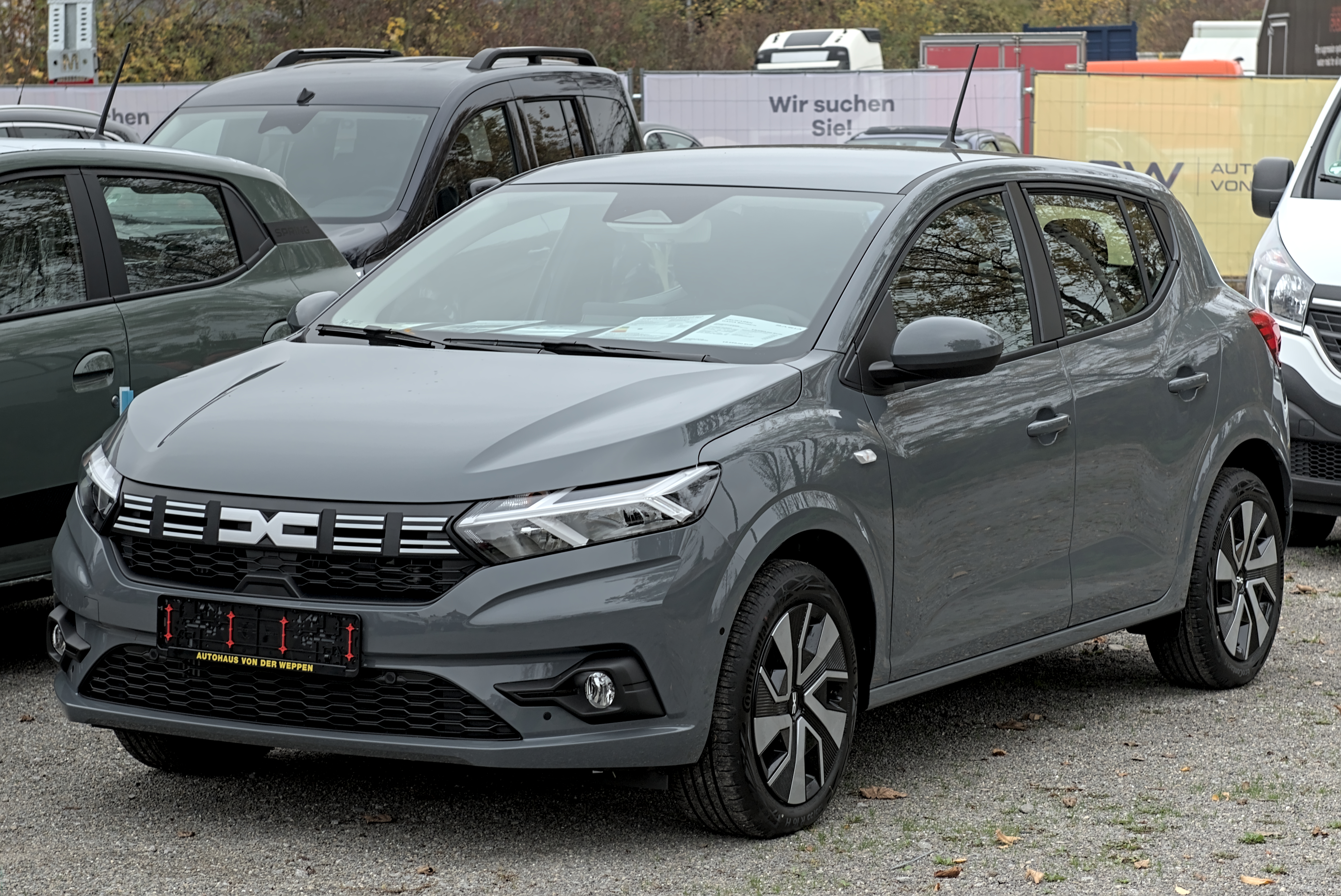
Dacia Sandero
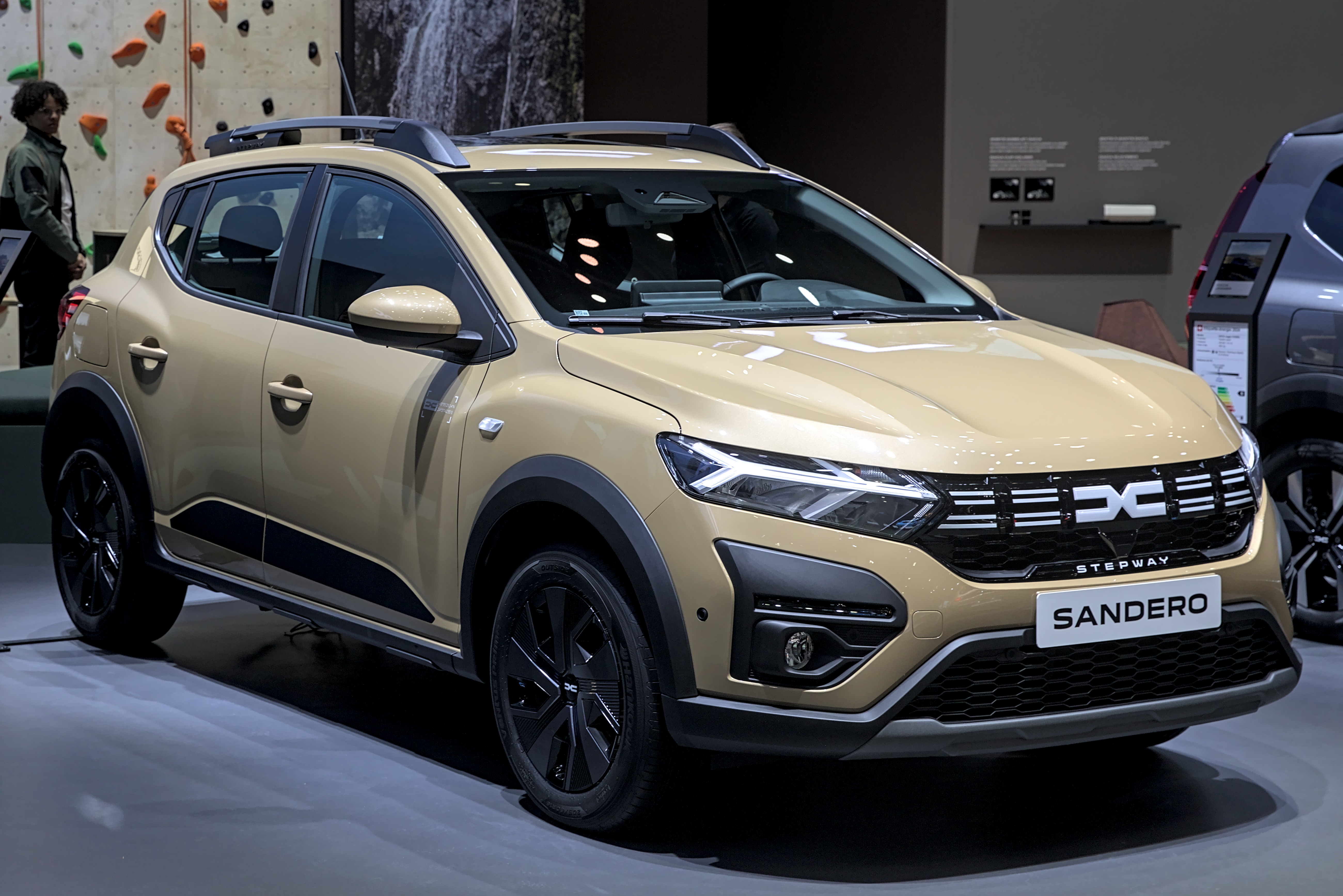
Dacia Sandero Stepway
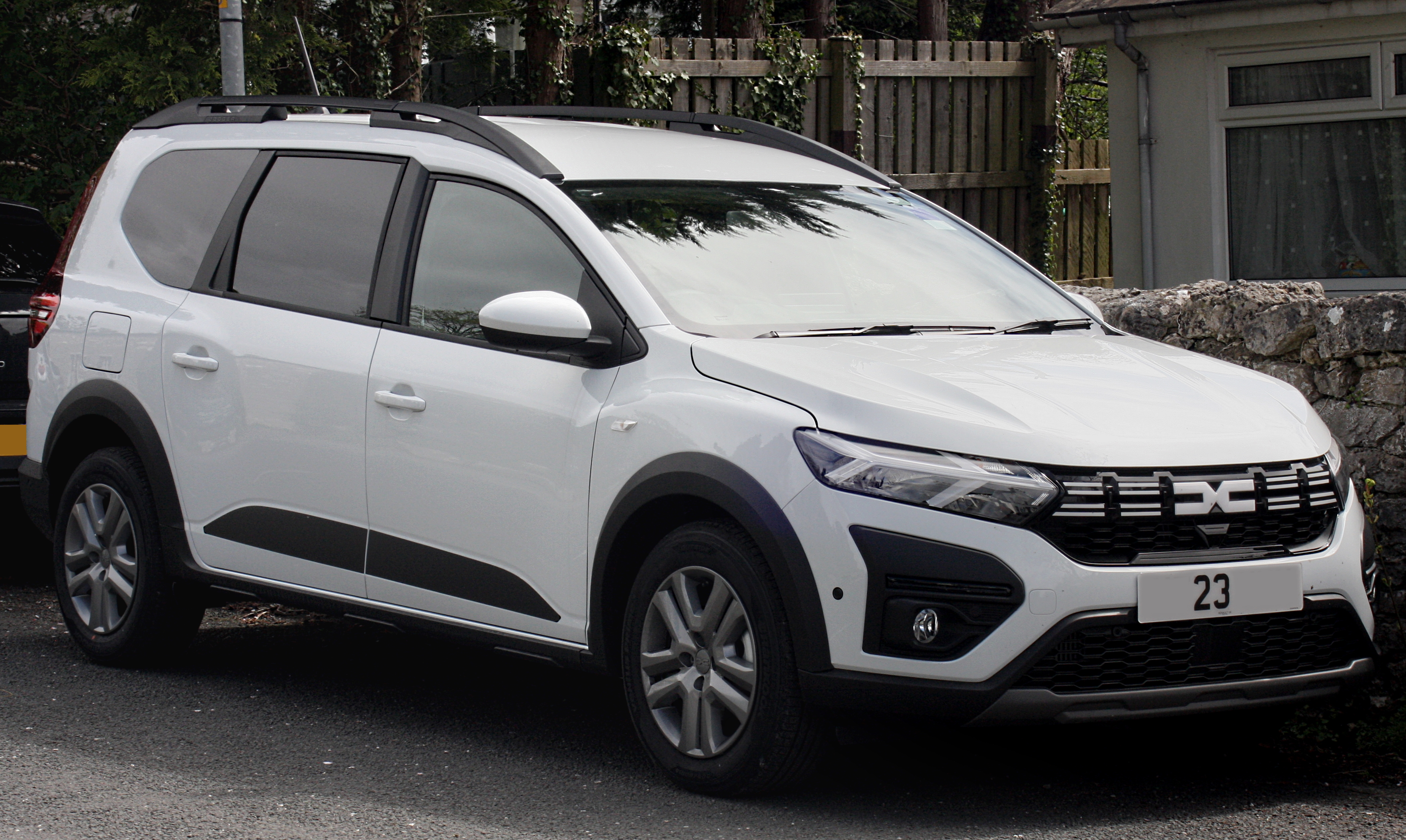
Dacia Jogger
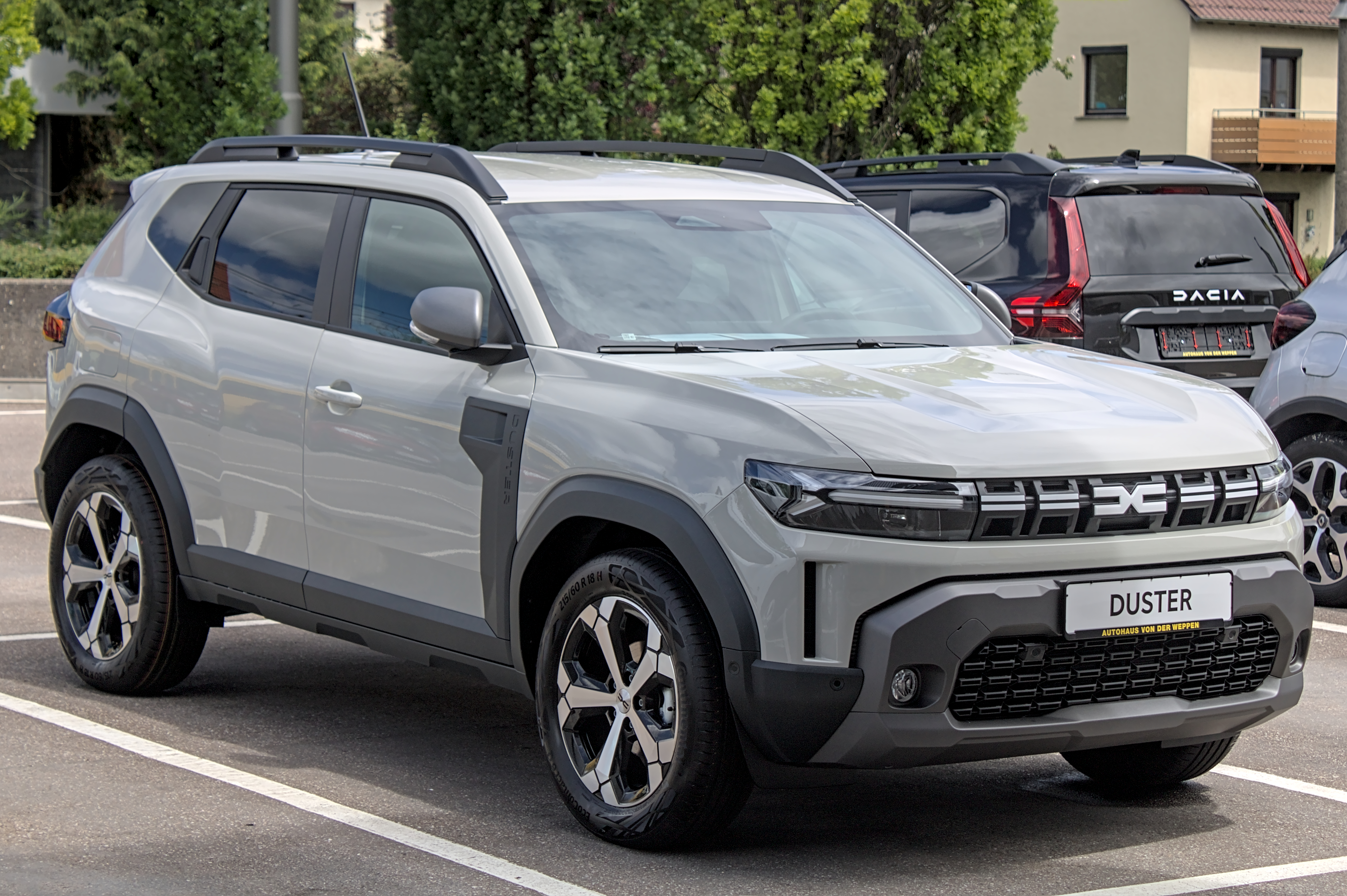
Dacia Duster
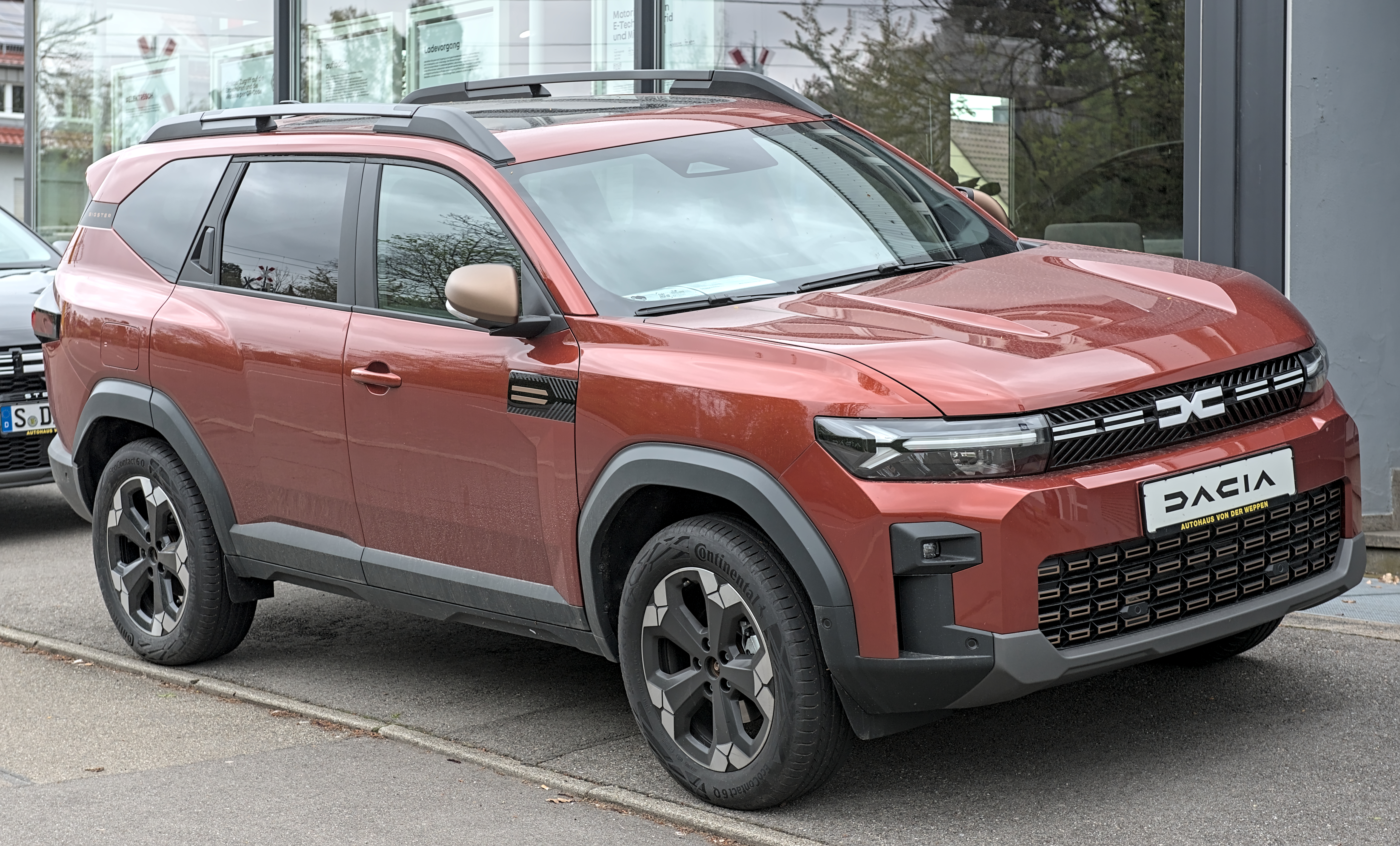
Dacia Bigster
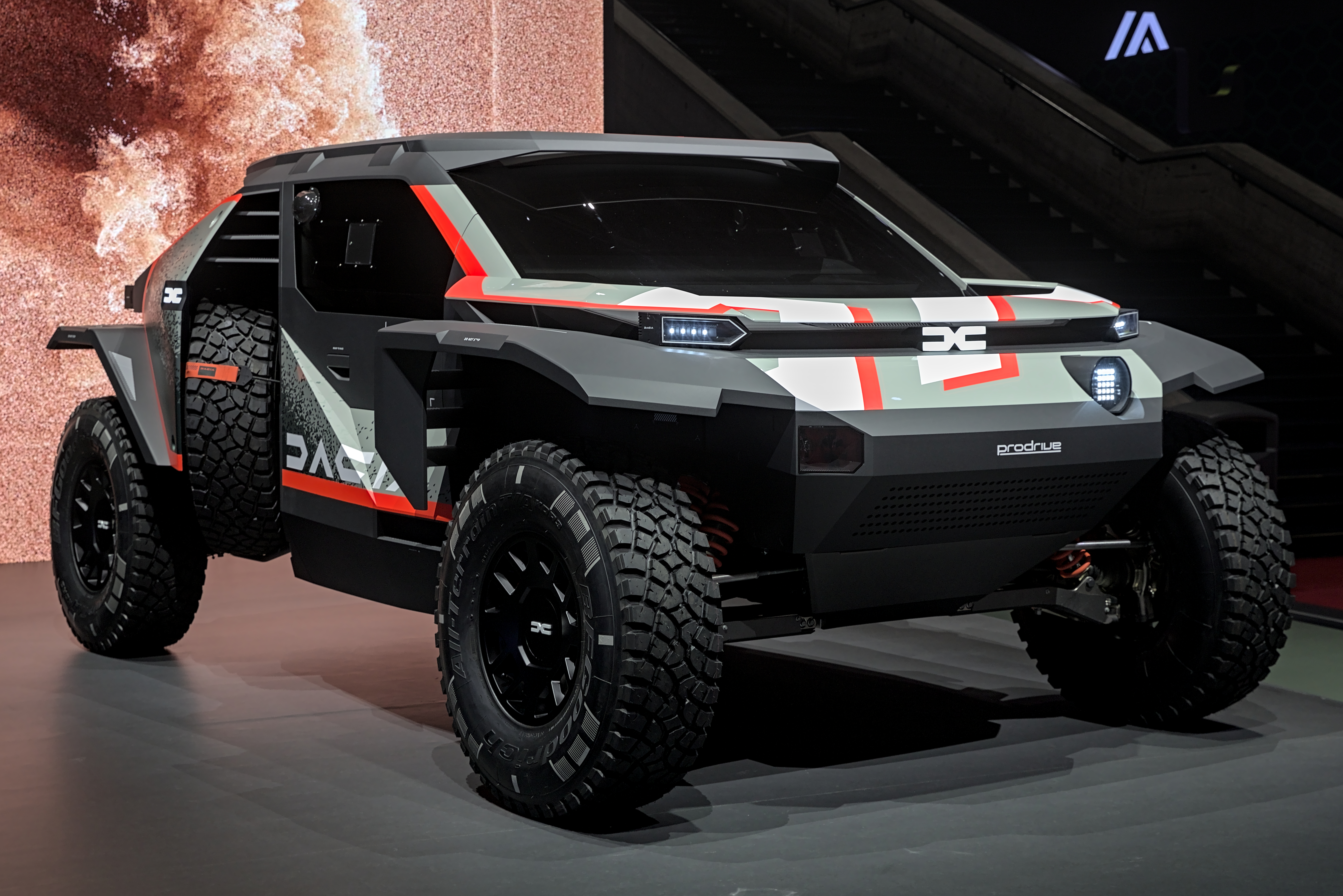
Dacia Sandrider